# Arma di fanteria
(All'ingresso della Scuola di Fanteria di Cesano)

Fregio dell'Arma di Fanteria dell'Esercito Italiano (usato per la Fanteria di Linea)

L'Arma di fanteria è un'arma dell'Esercito Italiano che impiega combattenti appiedati, detti appunto fanti.
Viene considerata come l'ossatura della forza armata in quanto la maggioranza dei suoi reparti di manovra appartengono proprio all'arma. Il 24 maggio l'Esercito Italiano celebra l'Arma di Fanteria, nella ricorrenza dell'ingresso dell'Italia nella prima guerra mondiale.

## Storia
Le radici vengono fatte risalire all'istituzione dell'Esercito Italiano (avvenuta il 4 maggio 1861). Complessivamente, dalle guerre d'indipendenza ai giorni nostri la Fanteria ha avuto circa 900.000 caduti. La formazione d'arma è curata dalla Scuola di Fanteria (Cesano di Roma) il cui comandante assume il titolo di Ispettore per l'Arma di Fanteria.

## Caratteristiche
La caratteristica principale delle unità dell'Arma è il costo relativamente economico dell'armamento e dei suoi mezzi. Sin dalla prima guerra mondiale essa ha costituito la massa d'urto delle Forze armate ed il nucleo fondamentale dell'Esercito. Durante e dopo tale conflitto essa è divenuta più mobile, più efficiente e più tecnica.
Il santo patrono è Martino di Tours. L'Associazione Nazionale del Fante è la depositaria del Medagliere Nazionale.

## Specialità

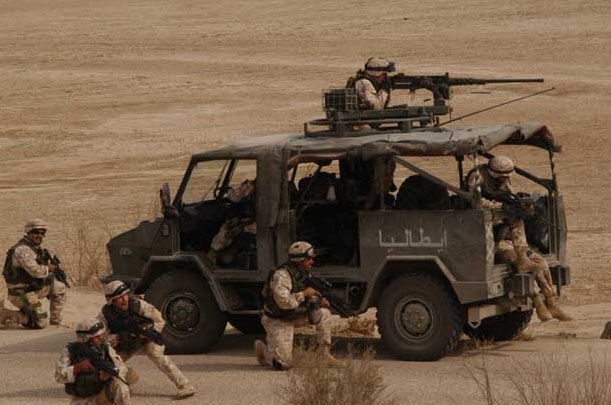
Fanti Italiani in azione in Iraq.

### Attive
- Fanteria
- Granatieri
- Bersaglieri
- Alpini
- Paracadutisti
- Lagunari

### Non attive
- Fanteria d'Arresto (soppressa)
- Alpini d'Arresto (soppressa)
- Fanteria per gruppo missili (soppressa)
- Carristi (dal 1927 al 1999 hanno fatto parte dell'Arma di fanteria, oggi sono inquadrati nell'Arma di cavalleria)
- Arditi (dal 1917 al 1920 e dal 1942 al 1945)

## Reggimenti e reparti di Fanteria attualmente in vita
- Comandi di fanteria
  - Scuola di fanteria
    - Divisione "Vittorio Veneto"
    - Divisione "Acqui"
    - Divisione "Tridentina"
      - Brigata alpina "Julia"
      - Brigata alpina "Taurinense"
      - Brigata aeromobile "Friuli"
      - Brigata meccanizzata "Aosta"
      - Brigata meccanizzata "Granatieri di Sardegna"
      - Brigata meccanizzata "Pinerolo"
      - Brigata meccanizzata "Sassari"
      - Brigata bersaglieri "Garibaldi"
      - Brigata paracadutisti "Folgore"

Reparti di Fanteria e dei Corpi derivati operativi
- Granatieri
  -  1º Reggimento "Granatieri di Sardegna" con sede a Roma
  -  2º Reggimento "Granatieri di Sardegna" con sede a Spoleto

- Fanteria 
  -  5º Reggimento fanteria "Aosta" con sede a Messina
  -  9º Reggimento fanteria "Bari" con sede a Trani
  -  62º Reggimento fanteria "Sicilia" con sede a Catania
  -  66º Reggimento fanteria Aeromobile "Trieste" con sede a Forlì
  -  82º Reggimento fanteria "Torino" con sede a Barletta
  -  151º Reggimento fanteria "Sassari" con sede a Cagliari
  -  152º Reggimento fanteria "Sassari" con sede a Sassari
- Bersaglieri
  -  1º Reggimento bersaglieri
  -  3º Reggimento bersaglieri
  -  6º Reggimento bersaglieri
  -  7º Reggimento bersaglieri
  -  8º Reggimento bersaglieri
  -  11º Reggimento bersaglieri
- Alpini
  -  2º Reggimento alpini
  -  3º Reggimento alpini
  -  4º Reggimento alpini paracadutisti
  -  5º Reggimento alpini
  -  6º Reggimento alpini
  -  7º Reggimento alpini
  -  8º Reggimento alpini
  -  9º Reggimento alpini
- Paracadutisti
  -  9º Reggimento d'assalto paracadutisti "Col Moschin"
  -  183º Reggimento paracadutisti "Nembo"
  -  185º Reggimento paracadutisti ricognizione acquisizione obiettivi
  -  186º Reggimento paracadutisti "Folgore"
  -  187º Reggimento paracadutisti "Folgore"
- Lagunari
  -  Reggimento lagunari "Serenissima"

Reggimenti di Fanteria addestrativi
- Fanteria
  -  17º Reggimento addestramento volontari "Acqui" con sede a Capua
  -  80º Reggimento addestramento volontari "Roma" con sede a Cassino
  -  85º Reggimento addestramento volontari "Verona" con sede a Montorio Veronese
  -  235º Reggimento addestramento volontari "Piceno" con sede ad Ascoli

## Onorificenze alla Bandiera di Guerra dell'Arma di Fanteria
La Bandiera di Guerra dell'Arma di Fanteria, custodita dal 23 maggio 1982 presso la Scuola di Fanteria, è decorata delle seguenti onorificenze:
 2 Croci di Cavaliere dell'Ordine militare d'Italia (già dell'Ordine militare di Savoia)
 1 Medaglia d'oro al valore dell'Esercito
 1 Medaglia d'oro al valore civile